# Adam Łoziński
Adam Łoziński (ur. 2 stycznia 1953 w Wielkich Oczach) – polski polityk, samorządowiec, nauczyciel, poseł na Sejm III kadencji.

## Życiorys
Ukończył w 1979 studia na Wydziale Filozoficzno-Historycznym Uniwersytetu Łódzkiego. Przez kilkanaście lat pracował w szkole jako nauczyciel historii, następnie był wicekuratorem oświaty województwa przemyskiego oraz naczelnikiem wydziału edukacji i sportu urzędu miasta Przemyśla.
Sprawował mandat posła III kadencji z ramienia Akcji Wyborczej Solidarność. Przewodniczył Towarzystwu Akademii Przemyskiej, które zainicjowało powstanie Państwowej Wyższej Szkoły Zawodowej w Przemyślu. Od 2002 do 2006 stał na czele konwentu tej uczelni. W 2005 był członkiem Honorowego Komitetu Poparcia Lecha Kaczyńskiego w wyborach prezydenckich. W 2006 został wybrany na przewodniczącego rady miasta Przemyśl, w 2010 i w 2014 uzyskiwał reelekcję.
Jest członkiem Stowarzyszenia Rodzin Katolickich. Należał do Porozumienia Centrum i PPChD, później dołączył do Prawa i Sprawiedliwości.
W 2022 odznaczony Krzyżem Wolności i Solidarności.